# Sous-marin Type D
La classe I-361 (伊三百六十一型潜水艦, I-san-byaku-roku-jū-ichi-gata Sensuikan), aussi appelé sous-marin Type-D (丁型/潜丁型潜水艦, Tei-gata/Sen-Tei-gata sensuikan) ou type Sen'yu/Sen'yu-Dai (潜輸型/潜輸大型潜水艦, Sen'yu-gata/Sen'yu-Ōgata sensuikan) est une classe de sous-marins de 1re classe en service dans la marine impériale japonaise pendant la Seconde Guerre mondiale.

## Construction
Après la bataille de Midway, la marine planifie immédiatement un sous-marin de transport, basé d'après le design du Deutschland. Ses tâches consistaient à transporter des troupes (110 hommes, 10 tonnes de fret et 2 péniches de débarquement) dans les zones où l'ennemi avait la supériorité aérienne. Initialement, ils n'étaient pas équipés de torpilles. Mais à la suite de nombreuses demandes, les sous-marins transportaient uniquement 65 tonnes de fret dans la coque et 25 tonnes sur le pont supérieur ; tout en embarquant plusieurs torpilles pour leur propre défense.
La classe I-372 a été conçue comme sous-marin pétrolier basé sur la classe I-361. Ils n'étaient pas équipés de torpilles.

## Historique
En 1944, leurs missions consistait à transporter des vivres du Japon continental vers des îles éloignées du Pacifique. Ils subirent de lourdes pertes sans avoir le succès escompté. Sur les 13 sous-marins mis en service, seuls 4 ont survécu à la guerre.

## MissionsKaiten

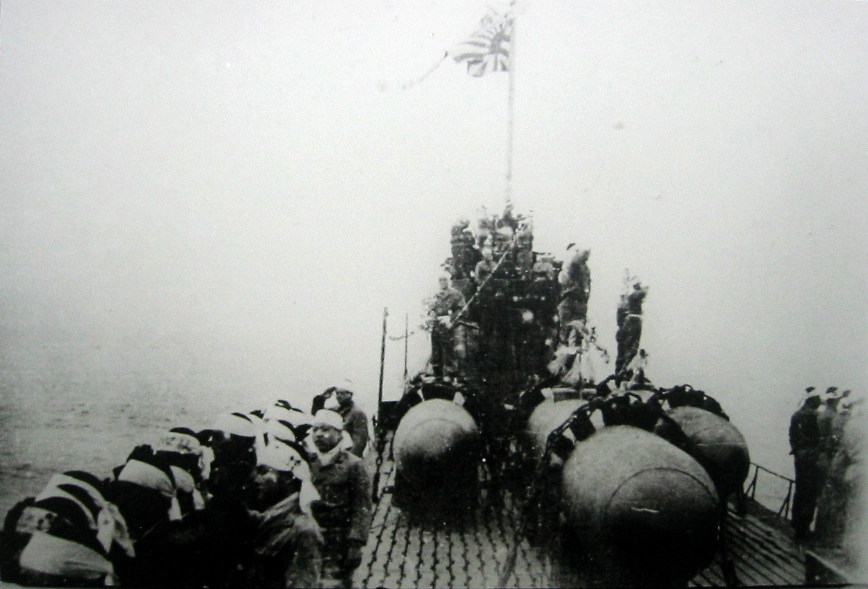
Sous-marin équipé de trois Kaiten avant un départ en mission (1945).

En 1945, 7 submersibles ont été convertis en navire porteur de Kaiten et affectés aux opérations d'attaque suicide. La totalité de leurs canons furent enlevés afin de stocker cinq Kaiten sur le pont supérieur.
- I-361
  - Assigné au groupe Todoroki (轟隊?) le 24 mai 1945, aucun succès.
- I-363
  - Assigné au groupe Todoroki le 28 mai 1945, un navire à moteur coulé (ou endommagé) le 15 juin 1945.
  - Assigné au groupe Tamon (多聞隊?) le 8 août 1945, aucun succès.
- I-366
  - Assigné au groupe Tamon le 1er août 1945, aucun succès.
- I-367
  - Assigné au groupe Shinbu (振武隊?) le 5 mai 1945, endommage l'USS Gilligan le 27 mai 1945.
  - Assigné au groupe Tamon le 19 juillet 1945, aucun succès.
- I-368
  - Assigné au groupe Chihaya (千早隊?) le 20 février 1945, aucun succès.
- I-370
  - Assigné au groupe Chihaya le 20 février 1945, aucun succès.
- I-372
  - Aucune mission.

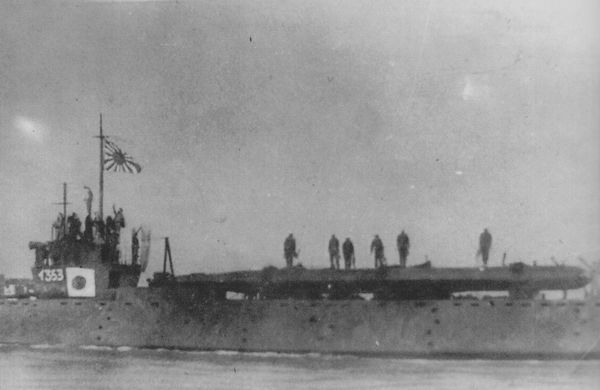
L'I-363 en mai/août 1945.
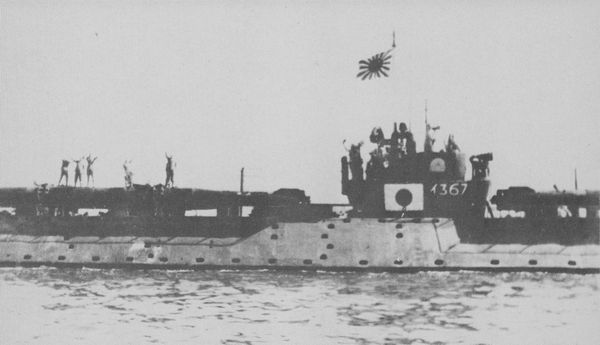
L'I-367 le 19 juillet 1945.
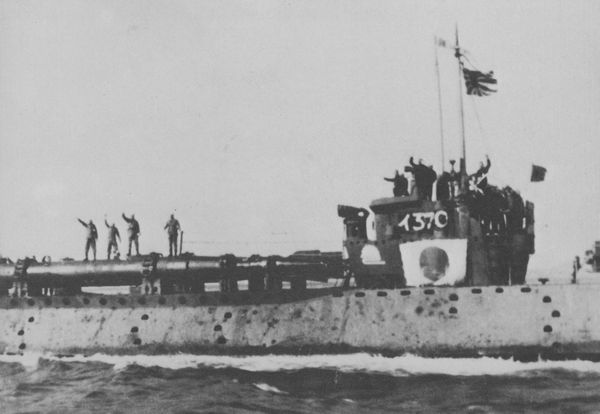
L'I-370 le 21 février 1945.

## Variantes
Les sous-marins de Type D ont été divisés en quatre sous-classes:
- Type-D/Sen'yu (丁型/潜輸（伊三百六十一型）, Tei-gata/Sen'yu, classe I-361?)
- Type-D/Sen'yu Mod. (丁型/潜輸改（伊三百七十二型）, Tei-gata/Sen'yu-Kai, classe I-372?)
- Type D Mod. (丁型改（伊三百七十三型）, Tei-gata Kai, classe I-373?)
- Type D Mod.2/Type D 2 (Type S60) (丁型改2/潜丁2型（第2968号艦型）, Tei-gata Kai-2/Sen-Tei-2-gata, classe 2968e navire (Dai-2968-Gō kan-gata)?). La classe de sous-marin "2968e navire" n’a pas été construite et est restée à l'état de conception.

### Classe I-361
| Numéro de coque | Nom   | Constructeur                      | Pose de la quille  | Lancement        | Mise en service  | Fait |
| 5461            | I-361 | Arsenal naval de Kure             | 16 février 1943    | 30 octobre 1943  | 25 mai 1944      | Converti en porteur de Kaiten le 7 février 1945. Coulé par des avions de l'USS Anzio à l'est d'Okinawa (22° 22′ N, 134° 09′ E) le 30 mai 1945.        |
| 5462            | I-362 | Mitsubishi Heavy Industries, Kobe | 17 mars 1943       | 29 novembre 1943 | 23 mai 1944      | Coulé par l'USS Fleming (en) dans les îles Carolines (12° 08′ N, 130° 28′ E) le 18 janvier 1945.                                                      |
| 5463            | I-363 | Arsenal naval de Kure             | 1er mai 1943       | 12 décembre 1943 | 8 juillet 1944   | Converti en porteur de Kaiten le 30 mars 1945. Coulé par une mine à Miyazaki le 29 octobre 1945. Renfloué puis mis à la ferraille le 26 janvier 1966. |
| 5464            | I-364 | Mitsubishi Heavy Industries, Kobe | 26 juillet 1943    | 15 février 1944  | 14 juin 1944     | Coulé par l'USS Sea Devil dans la péninsule de Bōsō (34° 30′ N, 145° 23′ E) le 15 septembre 1944.                                                     |
| 5465            | I-365 | Arsenal naval de Yokosuka         | 15 mai 1943        | 17 décembre 1943 | 1er août 1944    | Coulé par l'USS Scabbardfish (en) dans la baie de Tokyo (34° 44′ N, 141° 01′ E) le 28 novembre 1944.                                                  |
| 5466            | I-366 | Mitsubishi Heavy Industries, Kobe | 26 août 1943       | 29 mars 1944     | 3 août 1944      | Converti en porteur de Kaiten le 3 mars 1945. Retiré du service le 30 novembre 1945. Coulé comme cible dans les îles Gotō le 1er avril 1946.          |
| 5467            | I-367 | Mitsubishi Heavy Industries, Kobe | 22 octobre 1943    | 28 avril 1944    | 15 août 1944     | Converti en porteur de Kaiten le 1er janvier 1945. Retiré du service le 30 novembre 1945. Coulé comme cible dans les îles Gotō le 1er avril 1946.     |
| 5468            | I-368 | Arsenal naval de Yokosuka         | 15 juillet 1943    | 29 janvier 1944  | 25 août 1944     | Converti en porteur de Kaiten au début de 1945. Coulé par des avions de l'USS Anzio à l'ouest d'Iwo Jima (24° 07′ N, 140° 19′ E) le 27 février 1945.  |
| 5469            | I-369 | Arsenal naval de Yokosuka         | 1er septembre 1943 | 9 mars 1944      | 9 octobre 1944   | Converti en sous-marin pétrolier en juin 1945 ; retiré du service le 15 septembre 1945. Reddition aux américain à Yokosuka, ultérieurement démoli.    |
| 5470            | I-370 | Mitsubishi Heavy Industries, Kobe | 4 décembre 1943    | 26 mai 1944      | 4 septembre 1944 | Converti en porteur de Kaiten au début de 1945. Coulé par l'USS Finnegan (en) au sud d'Iwo Jima (22° 45′ N, 141° 27′ E) le 26 février 1945.           |
| 5471            | I-371 | Mitsubishi Heavy Industries, Kobe | 22 mars 1944       | 21 juillet 1944  | 2 octobre 1944   | Coulé par l'USS Lagarto (en) dans le détroit de Bungo (32° 40′ N, 132° 33′ E) le 24 février 1945.                                                     |

### Classe I-372
Numéro de projet S51B. Initialement prévu pour devenir navire de tête des sous-marins de type D modifiés (classe I-373). Cependant, par manque de temps, le sous-marin pétrolier fut conçu d'après le design de la classe I-361.
| Numéro de coque | Nom   | Constructeur              | Pose de la quille | Lancement    | Mise en service | Fait |
| 2961            | I-372 | Arsenal naval de Yokosuka | 10 février 1944   | 22 juin 1944 | 8 novembre 1944 | Converti en porteur de Kaiten le 16 février 1945. Coulé par un avion d'un porte-avions de la Task Force 38 à Yokosuka le 18 juillet 1945. Renfloué, remorqué en eaux profondes puis sabordé en août 1946. |

### Classe I-373
Numéro de projet S51C. Modèle amélioré de la classe I-361. En outre, la marine prévoyait un futur design amélioré de la classe I-373, cependant tous les navires furent annulés.
| Numéro de coque | Nom   | Constructeur              | Pose de la quille | Lancement        | Mise en service | Fait |
| 2962            | I-373 | Arsenal naval de Yokosuka | 15 août 1944      | 30 novembre 1944 | 14 avril 1945   | Converti en sous-marin pétrolier en juin 1945. Coulé par l'USS Spikefish (en) en mer de Chine orientale (29° 02′ N, 123° 53′ E) le 13 août 1945. |
| 2963            | I-374 | Arsenal naval de Yokosuka | 24 octobre 1944   |                  |                 | Construction stoppée le 17 avril 1945 (40% achevé), ultérieurement démoli.                                                                       |
| 2964            | I-375 |                           |                   |                  |                 | Annulés le 17 avril 1945. |
| 2965 - 2967     |       |                           |                   |                  |                 | Annulés le 17 avril 1945. |

## Caractéristiques
| Type                         | Type                         | Type-D/Sen'yu (I-361) | Type-D/Sen'yu Mod. (I-372)                                                       | Type-D Mod. (I-373)                                                        |
| Déplacement                  | Surface                      | 1 463 tonnes | 1 463 tonnes                                                                     | 1 687 tonnes                                                               |
| Déplacement                  | Immersion                    | 2 251 tonnes | 2 251 tonnes                                                                     | 2 276 tonnes                                                               |
| Longueur (hors-tout)         | Longueur (hors-tout)         | 73,50 mètres | 73,50 mètres                                                                     | 74,00 mètres                                                               |
| Faisceau                     | Faisceau                     | 8,90 mètres | 8,90 mètres                                                                      | 8,90 mètres                                                                |
| Tirant d'eau                 | Tirant d'eau                 | 4,76 mètres | 4,76 mètres                                                                      | 5,05 mètres                                                                |
| Centrale électrique et arbre | Centrale électrique et arbre | 2 × Kampon Mk. 23B Model 8 diesels 2 hélices                                                                                             | 2 × Kampon Mk. 23B Model 8 diesels 2 hélices                                     | 2 × Kampon Mk. 23B Model 8 diesels 2 hélices                               |
| Puissance                    | Surface                      | 1 850 chevaux-vapeur | 1 850 chevaux-vapeur                                                             | 1 750 chevaux-vapeur                                                       |
| Puissance                    | Immersion                    | 1 200 chevaux-vapeur | 1 200 chevaux-vapeur                                                             | 1 200 chevaux-vapeur                                                       |
| Vitesse                      | Surface                      | 13,0 nœuds (24 km/h) | 13,0 nœuds (24 km/h)                                                             | 13,0 nœuds (24 km/h)                                                       |
| Vitesse                      | Immersion                    | 6,5 nœuds (12 km/h) | 6,5 nœuds (12 km/h)                                                              | 6,5 nœuds (12 km/h)                                                        |
| Rayon d'action               | Surface                      | 15 000 milles marins (27 800 km) à 10 nœuds (19 km/h)                                                                                    | 15 000 milles marins (27 800 km) à 10 nœuds (19 km/h)                            | 5 000 milles marins (9 300 km) à 13 nœuds (24 km/h)                        |
| Rayon d'action               | Immersion                    | 120 milles marins (200 km) à 3 nœuds (6 km/h)                                                                                            | 120 milles marins (200 km) à 3 nœuds (6 km/h)                                    | 100 milles marins (200 km) à 3 nœuds (6 km/h)                              |
| Profondeur d'essai           | Profondeur d'essai           | 75 mètres | 75 mètres                                                                        | 100 mètres                                                                 |
| Capacité                     | Capacité                     | 85 tonnes de fret 100 tonnes d'essence (I-369, juin 1945)                                                                                | 90 tonnes d'essence                                                              | 110 tonnes de fret 200 tonnes d'essence (juin 1945)                        |
| Équipage                     | Équipage                     | 55 | 55                                                                               | 55                                                                         |
| Armement                     | Initial                      | • 2 × tubes lance-torpilles avant de 533 mm • 2 × torpilles Type 95 • 1 × canon de 14 cm/40 Type 11e année • 2 × canons de 25 mm Type 96 | • 1 × canon de 14 cm/40 • 2 × canons de 25 mm Type 96                            | • 2 × mortiers d'infanterie type 97 de 81 mm • 7 × canons de 25 mm Type 96 |
| Armement                     | Transporteur de Kaiten       | • 2 × tubes lance-torpilles avant de 533 mm • 2 × torpilles Type 95 • 5 × Kaiten                                                         | • 2 × tubes lance-torpilles avant de 533 mm • 2 × torpilles Type 95 • 5 × Kaiten |                                                                            |
| Radar                        | Radar                        | • 1 × radar de recherche de surface de type 22 • 1 × radar d'alerte de type 13                                                           | • 1 × radar de recherche de surface de type 22 • 1 × radar d'alerte de type 13   | • Aucune donnée                                                            |